# 精肉店
精肉店（せいにくてん、英語: butcher's shop）とは、牛、豚、鶏、その他の精肉を扱う販売店を示す。肉屋とも称される。

## 概説

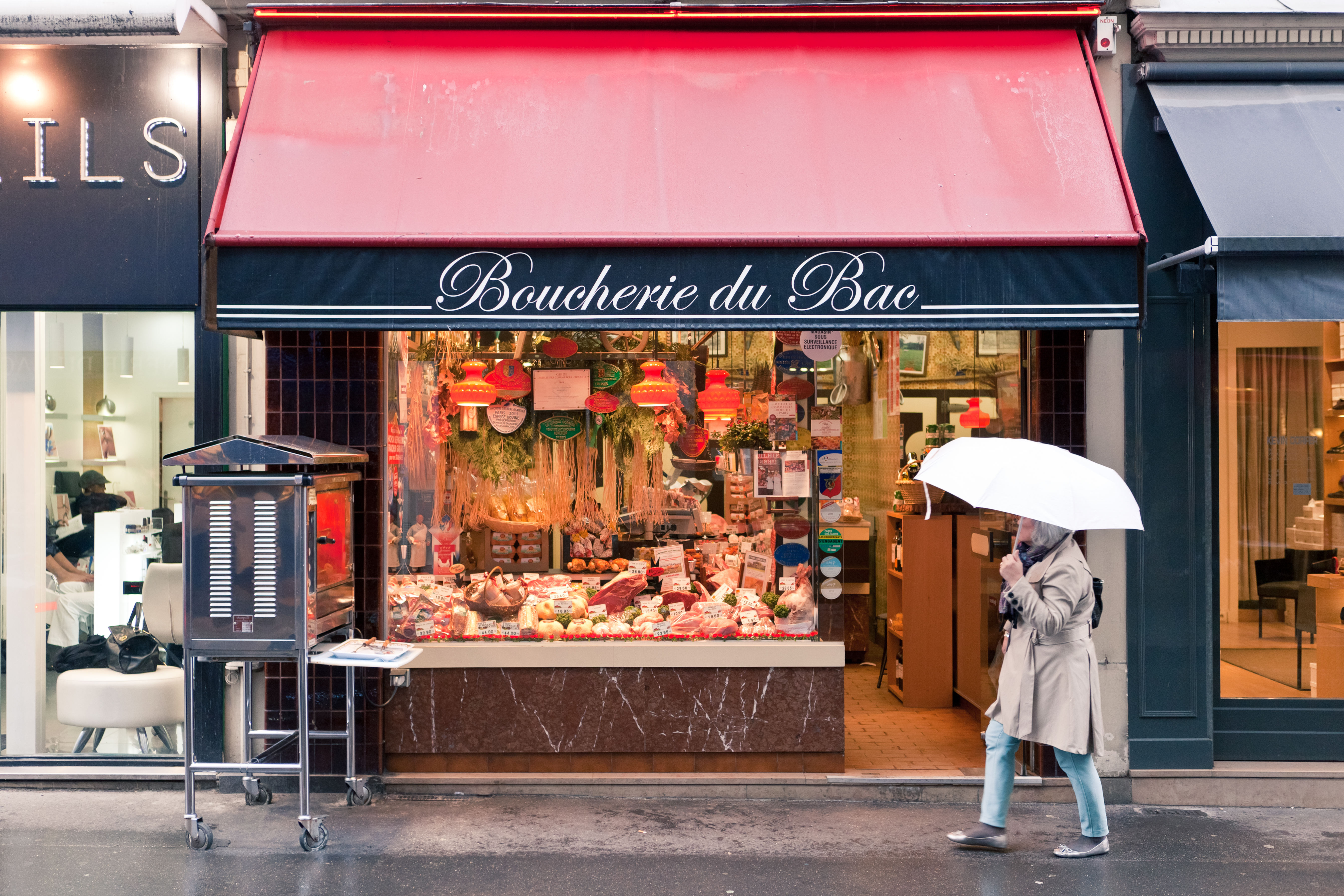
パリ市の肉屋

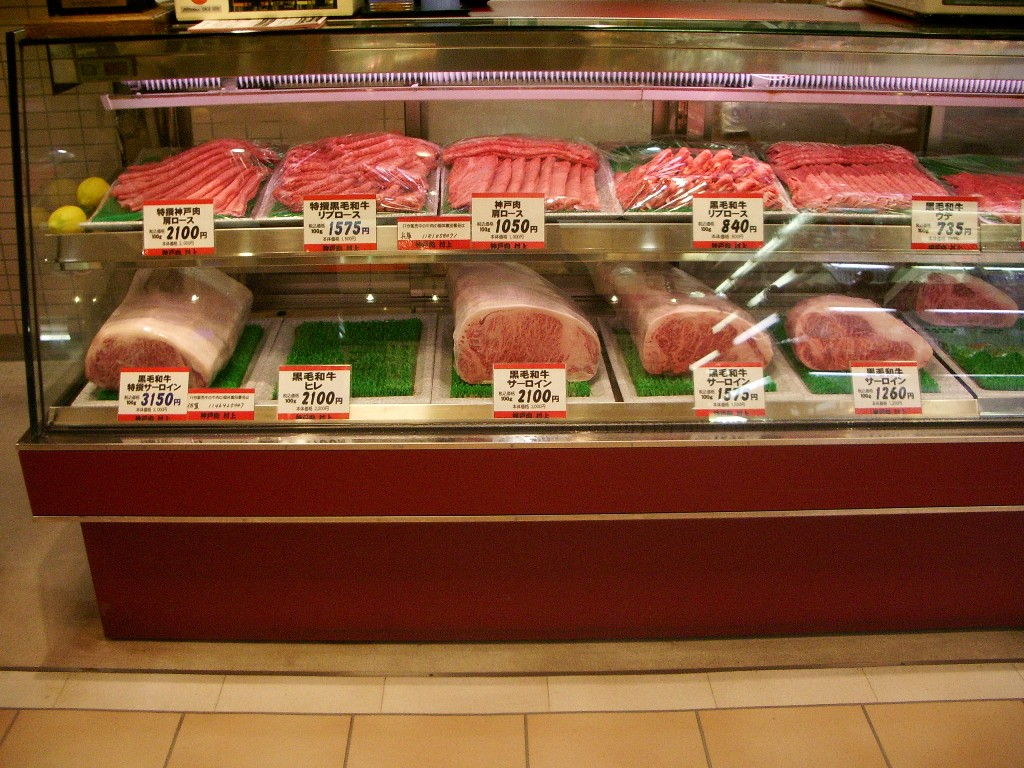
精肉店の陳列#展示型陳列ショーケース

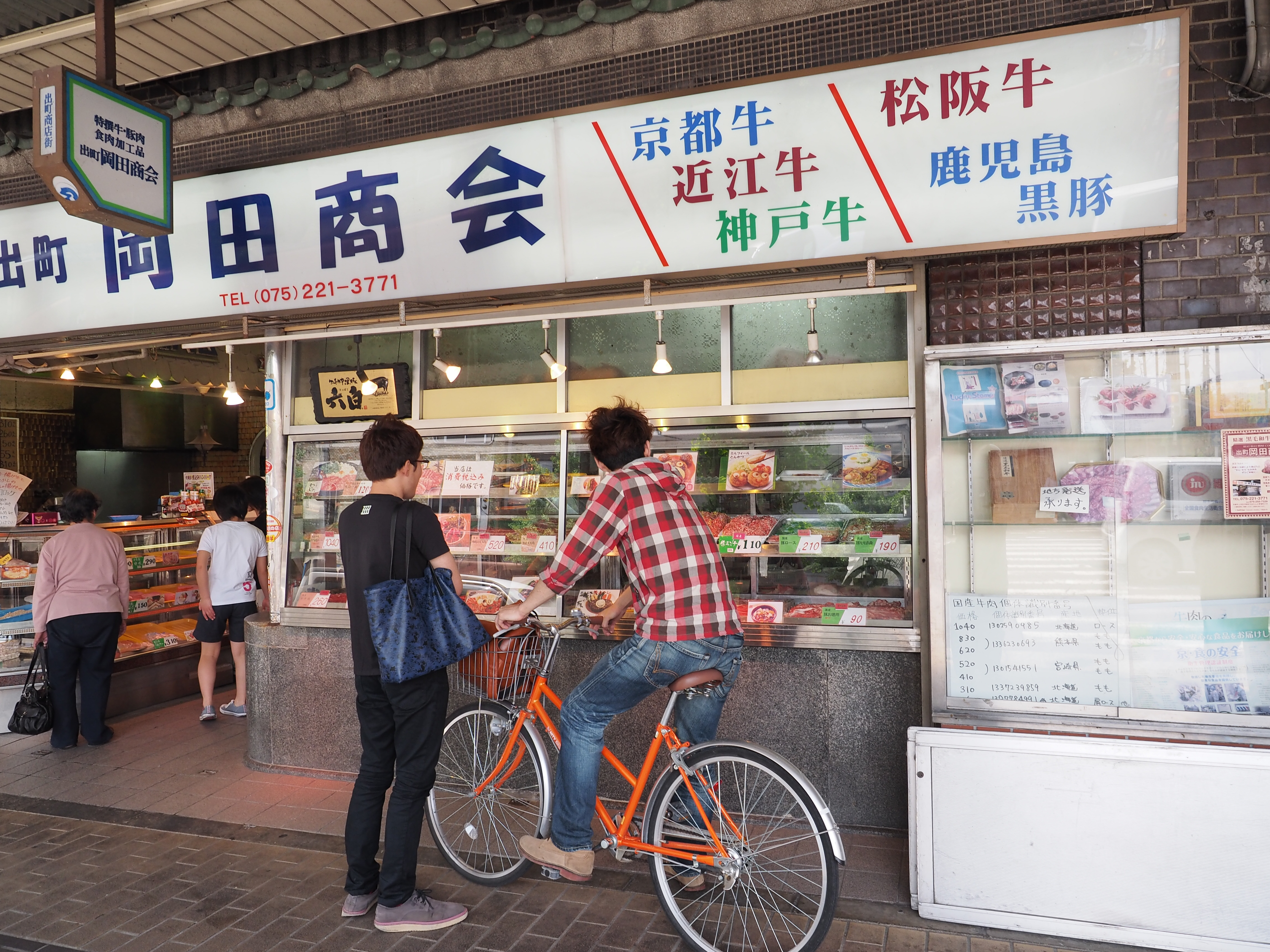
京都府の精肉店

独立した店舗のほか、大型スーパーマーケット内のテナントなどの形態もある。
また、肉に関連した惣菜（コロッケ・メンチカツ・とんかつ・ポテトサラダなど）やハム・ソーセージを製造販売していることもある。同様に、肉に関連した調味料も扱っていることが多い。
肉屋郵便（独: Metzgerpost）とは、中世で最初の国際的な郵便で、肉の仕入れのために農家を回る時に郵便を引き受けていた。独: Metzgerとはドイツの肉屋ギルドのことである。訪れた際に郵便ラッパを鳴らすことから、ラッパがドイツポストのロゴに採用されている。

## 教育
フランスでは以下の職業資格が存在する。
- 資格レベルIII
  - Boucher-charcutier-traiteur(BM)
  - Un des meilleurs ouvriers de France (diplôme d'Etat) Groupe Métiers de bouche Spécialité : boucherie, étal
- 資格レベルIV
  - 職業バカロレア（BAC PRO） boucher charcutier traiteur
  - 職業免状（BP） Boucher
- 資格レベルV
  - 職業適性証（CAP）Boucher
  - 職業教育免状（BEP） Boucher charcutier

日本では以下が存在する。
- 職業訓練指導員 (食肉科)